# 境林城

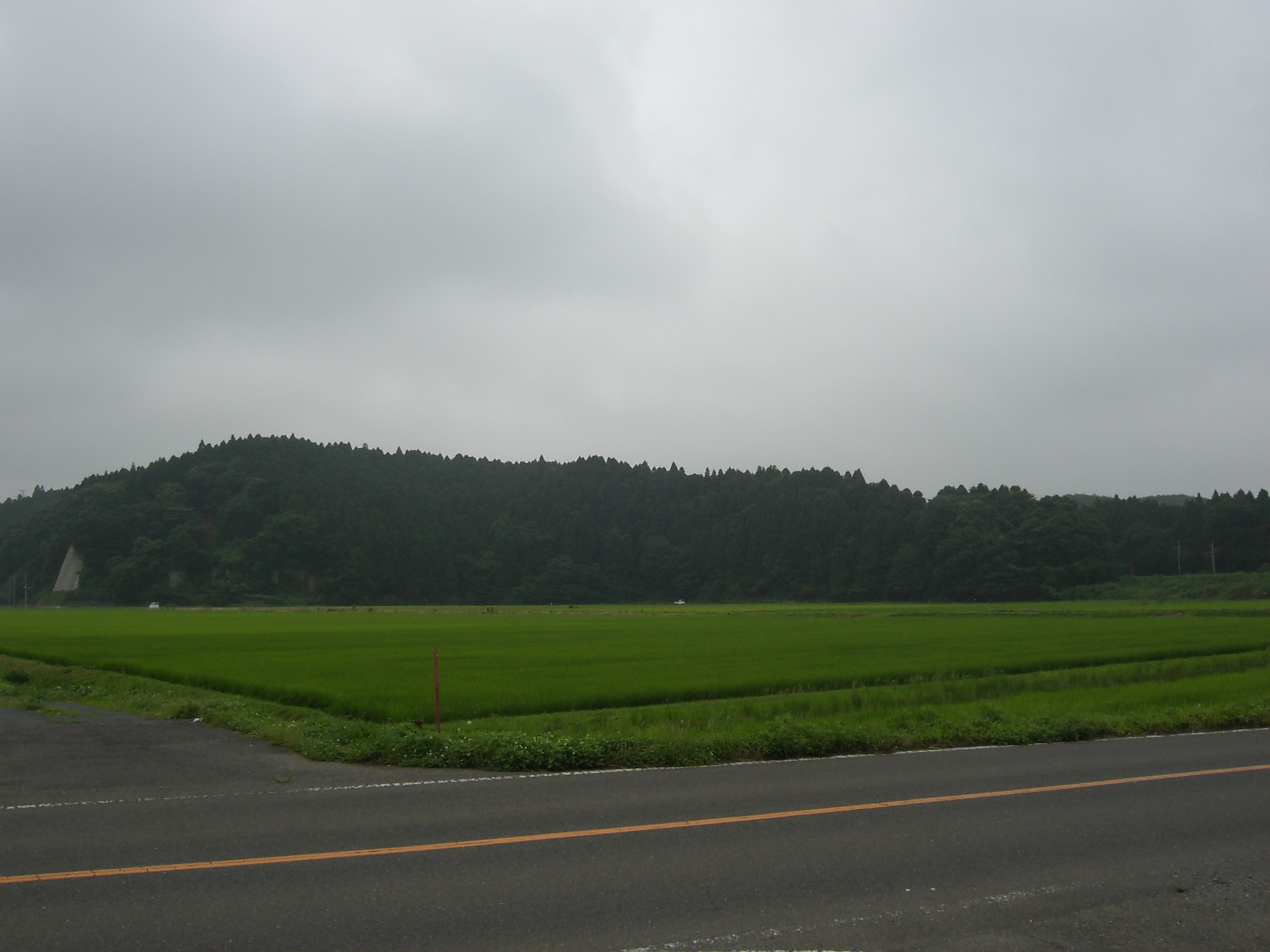
北側より境林城を望む

境林城（さかいばやしじょう）は、栃木県矢板市大字境林小字滝原台にあった日本の城（山城）。

## 概要
矢板市の遺跡地図に「滝原台大溝」と紹介される当城跡は、川崎城から堀江山城に続く尾根の南東にあり、川崎城から南約500mのところに堀江山城があり、その堀江山城の南東約1kmの場所に城郭遺構が残り、その距離の近さから川崎城の出丸として機能したものと考えられているが、その築城年代、築城者などの歴史は全く不明である。矢板市の遺跡地図において「滝原台大溝」と記されるのは、当城郭遺構の内、最大の遺構である堀切部を指したものである。

## 築城
築城については、様々なことが推測されているが、有力なのは永禄2年（1559年）に結城晴朝により築かれた陣城である可能性と、永禄9年（1566年）に塩谷義綱により築かれた可能性のふたつである。
結城晴朝は、永禄2年（1559年）に川崎城を包囲し攻撃しているが、この時に、結城方の陣城として築かれた可能性があり、乙畑城記も"晴朝公向陣取て責へしと乙畑に評定様々なる時…"（晴朝公、（川崎城の）向かいに陣を取って攻めるべしと乙畑城での評定様々なる時）と記している。また、永禄9年（1566年）には、叔父に父を殺され城を奪われた塩谷義綱が、川崎城を包囲し、百日あまりを要して城を奪い返しているが、この時の本陣として築かれた可能性も指摘されている。この境林城の周辺は塩谷氏の重臣大沢氏の領地であり、塩谷義綱は百日あまり（但し、この百日は長期間を形容する言葉であり、具体的な数字ではない）川崎城を攻め続けたこと、逆に結城晴朝が川崎城を攻めたのは5、6日と短いため、期間的に見て、後者の可能性の指摘も存在する。

## 城郭と歴史
その歴史については、伝承や文献もなく不明であるが、遺構やその位置から見ると、築城遺構は、川崎城の出丸として、南方の防御の要のひとつとして機能している。遺構は、堀とそれに伴う切岸がメインで、単郭であり、曲輪内は一部を除いてほとんど未整地であり、城の北側は、やや山の斜面が急ではあるものの、そのためか全く手が加えられておらず、作りは実に簡素である。そのため、遺構と縄張を見る限りは、構造的に常に兵が常駐出来るものではなく、戦時のみ機能していた陣城と考えられている。城主は不明だが、その一帯が大沢氏の領地であったから、大沢氏により管理された可能性が高いとされている。
城は、川崎城とともに廃されたと考えられている。

## 参考資料
- 矢板市史
- 矢板市『遺跡地図』
- 郷土読本 第2集『乙畑城記』